# Clowesia russelliana
Clowesia russelliana är en orkidéart som först beskrevs av William Jackson Hooker, och fick sitt nu gällande namn av Dodson. Clowesia russelliana ingår i släktet Clowesia, och familjen orkidéer. Inga underarter finns listade i Catalogue of Life.